# Xã Wayne, Michigan
Xã Wayne (tiếng Anh: Wayne Township) là một xã thuộc quận Cass, tiểu bang Michigan, Hoa Kỳ. Năm 2010, dân số của xã này là 2.654 người.